# اتحاد علیه ایران هسته‌ای
اتحاد علیه ایران هسته‌ای (انگلیسی: United Against Nuclear Iran) یا UANI یک سازمان ذی‌نفوذ غیر حزبی و غیرانتفاعی در قبال جلوگیری از تبدیل شدن ایران به قدرت منطقه‌ای دارای سلاح‌های هسته‌ای است. این سازمان در نیویورک مستقر است.
این سازمان به همراه دیگر سازمان‌ها تلاش می‌کند تا شرکت‌ها را تحت فشار قرار دهند تا از انجام تجارت با ایران به عنوان وسیله‌ای برای متوقف کردن برنامه هسته ای حکومت ایران جلوگیری کند.
رئیس هیئت مدیرهٔ این سازمان جو لیبرمن سناتور سابق مجلس سنای ایالات متحده آمریکا از کنتیکت است.

## رهبری
مدیرعامل ارشد اجرایی این سازمان مارک والاس از سفرای سابق آمریکا در سازمان ملل متحد و نماینده سازمان مدیریت و اصلاحات سازمان ملل متحد بوده‌است. جو لیبرمن سناتور سابق مجلس سنای ایالات متحده آمریکا از کنتیکت به عنوان رئیس هیئت مدیرهٔ این سازمان است.
سفرا ریچارد هولبروک و دنیس راس پیش از انتصاب به سمت‌هایی در دولت اوباما مؤسسین اصلی و مشترکاً رؤسای هیئت مدیرهٔ آن بودند. دیوید ایبسن مدیر اجرایی است.

### شورای مشاورین
یوآنی همچنین توسط هیئت مشاوره‌ای هدایت می‌شود که شامل افراد زیر می‌شود:
- گری سامور - رئیس سابق یوآنی، هماهنگ‌کننده سابق کاخ سفید برای کنترل تسلیحات و مبارزه با موادمخدر (UANI را به حمایت از JCPOA در اوت ۲۰۱۵)
- دنیس راس - یکی از مؤسسین یوآنی و معاون سابق رئیس‌جمهور اوباما و مدیر ارشد منطقه آسیای میانه، شورای امنیت ملی ایالات متحده
- جان آر. بولتون - سفیر سابق ایالات متحده در سازمان ملل متحد
- جولیو ترزی - وزیر امور خارجه سابق ایتالیا
- رادوسواف سیکورسکی - وزیر امور خارجه سابق لهستان
- اگوست هانینگ - مدیر سابق، سرویس اطلاعاتی فدرال آلمان (BND)
- تامیر پردو - مدیر سابق موساد، اسرائیل
- سیر گرائم لامب- مدیر سابق نیروهای ویژه انگلیس و فرمانده ارتش بریتانیا
- اولی هاینونن - قائم مقام سابق دبیرکل IAEA
- والتر راسل مید - هنری اویس کیسینجر، عضو ارشد سیاست خارجی ایالات متحده در شورای روابط خارجی
- ایروین کللر - عضو پارلمان کانادا که قبلاً به عنوان وزیر دادگستری و دادستان عمومی خدمت کرده‌است؛ وکیل برجسته حقوق بشر
- هنری سوکولسکی - مدیر اجرایی مرکز آموزش سیاست عدم گسترش سلاح‌های هسته ای
- گری میلولین - رئیس پروژه ویسکانسین در مورد کنترل تسلیحات هسته ای
- فرانسیس تاونزند - مشاور سابق امنیت ملی رئیس‌جمهور ایالات متحده آمریکا، جورج دبلیو بوش
- گراهام آلیسون - دانشمند و استاد دانشگاه علوم پزشکی دانشگاه هاروارد

### اعضای هیئت مدیره قبلی
- فؤاد عجمی (درگذشته ۲۰۱۴) - استاد دانشگاه جانز هاپکینز و مدیر مطالعات خاورمیانه
- مئیر داگان (درگذشته ۲۰۱۶) - رئیس سابق موساد (۲۰۰۲–۲۰۱۱)

## سرمایه‌گذاری
اهداکنندگان بزرگ یوآنی دو فرد معتمد وابسته به میلیاردر توماس کاپلان، و بنیاد خانواده‌ای شلدون آدلسون و همسرش میریام، مهاجر جمهوری‌خواهی، تأمین می‌شود. بودجه تامنینی مربوط به کاپلان و آدلسون بیش از سه چهارم مجموع درآمد گروه از ۱٫۷ میلیون دلار برای سال مالیاتی سال ۲۰۱۳ را به خود اختصاص داد.

## کمک‌های ابرشرکت‌ها
یوآنی ثبت نام تجاری ایران (IBR)، «یک بانک اطلاعاتی در حال اجرا از رسانه‌های معتبر و گزارش‌های علمی شرکت‌های بین‌المللی که در ایران فعالیت می‌کنند،» را دارا می‌باشد. یوآنی شهروندان را به استفاده از این بانک اطلاعاتی تشویق می‌کند تا آگاهی آن‌ها را افزایش دهد، و تجارت ارتباطی و همچنین مقامات برگزیده را جلب کند. یوآنی همچنین از شرکت‌ها خواستار امضای یک بیانیه برای تأیید اینکه شرکت خود با ایران کار نمی‌کند، شده‌است. اسمی بیش از ۵۰۰ شرکت در صفحه بانک اطلاعاتی یوآنی ذکر شده‌است.
ابرشرکت‌های چون جنرال الکتریک، شرکت هانتسمن کاترپیلار، اینگرسول کی‌پی‌ام‌جی، پرایس واتر هاوس کوپرز وارنست اند یانگ، ضمن حمایت از این کارزار از فعالیت در ایران خودداری کرده‌اند.

### جنرال الکتریک
در سپتامبر ۲۰۰۹، جنرال الکتریک (GE) «بیانیه یوآنی در مورد تجارت ایران» را امضا کرد تا دیگر تجارتی با ایران انجام نخواهد ندهد. به عنوان بخشی از تعهد خود، جنرال الکتریک منافع فروش هر گونه محصولات بهداشتی بشردوستانه به ایران را به سازمان‌های خیریه کمک خواهد کرد.

### هانتسمن
در ژانویه ۲۰۱۰، شرکت شیمیایی آمریکایی هانتسمن اعلام کرد که پس از تحت فشار قرار گرفتن علیه فعالیت‌های هسته ای ایران، فروش خود به ایران را متوقف خواهد کرد. یوآنی گزارش کرد که یکی از شعبه‌های هانتسمن، پلی اورتان به ایران فروخته‌است که یک ماده دوگانه است که یوآنی می‌گوید می‌تواند در توسعه سوخت‌های راکت جامد مورد استفاده قرار گیرد. هانتسمن در بیانیه‌ای گفت: "میزان کمی از این مواد به ایران فروخته شده‌است و به دلیل افزایش نگرانی‌های بین‌المللی در مورد سیاست‌های رژیم ایران، و خطری که در حال حاضر در ارتباط با انجام امور تجاری با اشخاص مستقر در ایران وجود دارد هر گونه معامله‌ای با ایران را متوقف کرده‌است.

### کاترپیلار
در واکنش به کمپین فشار یوآنی، کاترپیلار، سازنده تجهیزات سنگین از طریق شرکت‌های غیر وابسته به آن، فعالیت خود را در ایران متوقف کرد. به عنوان بخشی از این کمپین، یوآنی یک بیلبورد کنار جاده‌ای در نزدیکی ستاد شرکت در پئوریا، ایالت ایلینوی، که حفارگر کاترپیلار در کنار عکس محمود احمدی‌نژاد با شعار «کار امروز، فردا ایران هسته ای» را نشان می‌دهد، نصب کرد.
یوآنی فعالیت‌های شرکت کانادایی کاترپیلار Lovat، تولیدکننده دستگاه‌های سوراخ‌کننده تونل، به ساخت تونل‌ها به منظور محافظت از تأسیسات هسته‌ای ایران بود را پیگیری می‌کرد. علاوه بر این شرکت ماشین آلات آریای ایران که در وب سایت خود به عنوان فروشنده منحصر به فرد ماشین آلات کاترپیلار معرفی می‌کند، تجهیزات کاترپیلار را از یک شرکت تابعه کاترپیلار در اروپا خریداری کرده‌است.

### اینگرسول رند (Ingersoll Rand)
در ماه مارس ۲۰۱۰، یوآنی همچنین موفق شد با تحت فشار قرار دادن شرکت آمریکایی اینگرسول رند، این شرکت روابط بازرگانی خود با ایران را متوقف کند. مایکل لاماه، مدیر عامل شرکت اینگرسول رند، در نامه‌ای به "یوآنی" گفت که این شرکت موظف است بلافاصله شرکت‌های وابسته خارجی خود را برای متوقف ساختن هر گونه معامله با ایران "با توجه به نگرانی‌های واقعی و شدید در مورد اهداف رژیم فعلی در ایران " در مورد استفاده از کمپرسورهای هوائی اینگرسول رند مورد استفاده در گیاهان صنعتی توسط شرکت ملی نفتی ایران بود.

### چهار بزرگ " بازرس
در ماه مارس ۲۰۱۰، یوآنی از کی پی ام جی (KPMG) یکی از " چهار بزرگ " حسابرسان جهانی خواست تا روابط خود را با بیت رایان، یکی از حسابداران برجسته ایران، متوقف کند. در اوایل آوریل ۲۰۱۰، کی پی ام جی اعلام کرد که پیوندهای خود را با بیت رایان رابط ایران قطع کرده‌است.
در مصاحبه با یوآنی بعداً در ماه آوریل، دو حسابرس دیگر از چهار حسابرس جهانی پرایس واتر هاس کوپر(PricewaterhouseCoopers) و شرکت ارنست و یانگ (Ernst & Young) اعلام کردند که روابط خود را با افرادی که با ایران رابطه دارند را قطع کرده‌اند. رئیس یوآنی، مارک والاس، اعلام کرد این موفقیتی است که هیچ‌کدام از چهار حسابرس بزرگ در ایران عملیاتی انجام نمی‌دهند: «آنچه که این عمل می‌گوید این است که اگر رابطه با ایران برای چهار شرکت حسابداری بزرگ جهان خطرناک باشد، باید برای شرکت‌های دیگر نیز خطرناک باشد.»

### کمپین جرثقیل
در واکنش به "اعدام " توسط دولت ایران، یوآنی در ماه مارس سال ۲۰۱۱ میلادی "کمپین جرثقیل" خود را با هدف فشار بر تولیدکنندگان جرثقیل در سراسر جهان برای پایان دادن به تجارت خود با ایران به منظور جلوگیری از استفاده از تجهیزات خود در اعدام‌های عمومی راه اندازی کرد. از طریق این کمپین، یوآنی موفق شد با تحت فشار قرار دادن شرکت ترکس (ایالات متحده)، تادانو (ژاپن)، لیبهر، یونیک (ژاپن)، و کونکرین (فنلاند) تجارتهای خود با ایران را متوقف کردند. تادانو و یونیک، هر دو ژاپنی هستند، پس از اینکه یوآنی، عکاسهای گرافیکی خود را از جرثقیل‌های آن‌ها که در اعدام‌های عمومی در ایران استفاده می‌شود، منتشر کرد به این کمپین پیوستند.

## مورد اسرار دولتی
در ماه ژوئیه ۲۰۱۳، ویکتور رسیتس، بزرگترین فروشنده یونان، علیه یونامی دادخواستی را مطرح کرد که ادعاهای یوآنی مبنی بر فعالیت‌های غیرقانونی شرکتش با رژیم ایران درست نبوده‌است. در ماه سپتامبر سال بعد، دولت ایالات متحده (که در این پرونده شرکت نداشت) یک حرکت قانع‌کننده در مورد دخالت در دادرسی ارائه داد و درخواست شکایت رسیتس را رد کند، زیرا «ادامه دادرسی ممکن بود به افشای» مسائل حساس به امنیت ملی منجر شود. در تاریخ ۲۳ مارس ۲۰۱۵، دادگاه اعتراض دولت را رد کرد.

## سیستم ردیابی کشتی‌های ایرانی MINERVA
در ماه ژوئن ۲۰۱۳، یوآنی سیستم شبکه اطلاعات دریایی و تجزیه و تحلیل قایقرانی (MINERVA) را راه اندازی کرد. سیستم مینراوا "ردیابی کشتی‌های ایران را بررسی می‌کند و تلاش‌های رژیم ایران برای قاچاق نفت و محموله در مقابله با تحریم‌های بین‌المللی را نشان می‌دهد. این سیستم، بر اساس آنچه که در نیویورک تایمز نوشته شده‌است، " اطلاعات عمومی ماهواره‌ای که از فرستنده‌های کشتی، از جمله داده‌ها در مورد سرعت، هویت، جهت و مقصد، و اطلاعات را با دیگر داده‌های ناوبری و الگوریتم‌های کامپیوتری بررسی می‌کند. " سپس این سیستم می‌تواند "کلیه فعالیت‌های مشکوک حتی اگر فرستنده‌ها به‌طور موقت خاموش باشند را شناسایی کند. " طبق گفته یوآنی، "این سیستم نقض تحریم‌های احتمالی را که گروه پس از آن به اطلاع عموم رسانده بود، ایرانیان یا شرکای آن‌ها را مجبور کرد برنامه‌های خود را تغییر دهند زیرا در معرض خطر قرار داشتند."

## قانونگذاری
در اکتبر ۲۰۰۹، یوآنی با نمایندگان رون کلاین (D) و جان میکا (فلوریدا) از فلوریدا کار کرده و به نمایندگی از مجلس نمایندگان ایالات متحده، ”قانون ای بی سی ایران” قانون حسابرسی برای انتخاب تجارت در ایران (ABC Iran Act)را در مجلس بتصویب رساندند با این قانون شرکت‌هایی که با ایران تجارت می‌کنند نمی‌توانند با دولت آمریکا قرارداد داشته باشند. این قانون برای شرکای تجاری مانند نوکیا و زیمنس که با ایران روابط تجاری دارند همچنین بانک‌های خارجی مانند کردیت سوئیس از دریافت قراردادهای دولتی و همچنین دریافت کمک مالی فدرال محروم خواهند شد. نماینده کلین اظهار داشت: «ما باید برای شرکت‌ها پیام قوی ارسال کنیم که ما به آن‌ها اجازه نخواهیم داد تا روابط اقتصادی خود با دولت ایران ادامه بدهند.»

## کمپین‌ها

### هتل‌ها
یوآنی در جلسه مجمع عمومی سازمان ملل متحد در سپتامبر 2009 (UNGA) از هتل‌ها و مراکز خرید نیویورک خواست تا از پذیرش احمدی‌نژاد، رئیس جمهور ایران، اجتناب کنند. در این مبارزه تحریم، یوآنی موفق شد و هتل هلمزلی، گوتام هال و خانه اسکس متعلق به دبی از ورود احمدی‌نژاد که قصد داشت در آنجا سخنرانی کند جلوگیری کردند.
برای مجمع عمومی سازمان ملل متحد در سپتامبر ۲۰۱۰، یوآنی کمپین هتل‌های سالانه خود را مجدداً شروع کرد و از هتل‌های زنجیره‌ای هیلتون خواست تا برنامه‌های خود را برای میزبانی رئیس جمهور احمدی‌نژاد و هیئت ایرانی در هتل هیلتون منهتن شرقی را لغو کند.

### تحریم توسط ایران
موسوی سخنگوی وقت وزارت خارجه ادعا کرد: ایران به‌زودی سازمان پوششی آمریکایی «اتحاد علیه ایران هسته‌ای» را به فهرست گروه‌های تروریستی اضافه خواهد کرد.
وی افزود: ایران روند بررسی افزودن سازمان پوششی آمریکایی «اتحاد علیه ایران هسته ای» (UANI) را به علت روابط و همکاری نزدیک با گروهک‌های تروریستی، به فهرست گروه‌های تروریستی خود به‌زودی آغاز خواهد کرد.

### تبلیغات تلویزیونی ۲۰۰۹
در ژوئن ۲۰۰۹، یوآنی کمپین تبلیغاتی تلویزیونی را آغاز کرد. اولین آگهی تحت عنوان "مشت بازپس گیری" از ایالات متحده خواست تا فشار اقتصادی بر ایران را به منظور جلوگیری از دستیابی به سلاح‌های هسته ای، منتشر کند. سفیر والاس در رابطه با تجارت با ایران گفت: "او [اوباما] یک مشت توخالی را ارائه کرد.
در روز ۱۶ ژوئن ۲۰۰۹، یوآنی آگهی تلویزیونی دوم خود، «دست‌های بسته ایران» را منتشر کرد که قرار بود برای چندین هفته پخش شود.

### درخواست از صندوق بین‌المللی پول
در ماه آوریل ۲۰۱۲ از صندوق بین‌المللی پول خواست تا ضمن مسدود کردن حساب ایران در این صندوق، عضویت ایران را به حالت تعلیق درآورد. مارک والاس رئیس این لابی با ارسال نامه‌ای به کریستین لاگارد رئیس صندوق بین‌المللی پول با انتقاد از همکاری‌های این صندوق با ایران خواستار قطع همکاری‌های صندوق با ایران برای ایجاد فشار بیشتر به حکومت تهران شد.

### اجلاس چند جانبه در لندن
در ماه مه ۲۰۱۲، یوآنی در یک مشارکت چند جانبه‌ای جلسه‌ای با مؤسسه گفتگوی استراتژیک، در لندن تشکیل داد که هدف آن جلوگیری از برخورداری ایران از سلاح هسته ای بود. اگوست هانینگ، رئیس سابق سرویس اطلاعات فدرال آلمان (BND)، مشاور ارشد این ابتکار عمل بود.

### مبارزات انتخاباتی ۲۰۱۶ در اروپا
یک دیدار بین‌المللی در مورد فرصت‌های صنعت گاز طبیعی ایران که قرار بود در ماه ژوئن ۲۰۱۶ در بارسلونا برگزار شود، توسط سازماندهان آن تا دسامبر به تعویق افتاد. یوآنی مسئولیت لغو را بر عهده گرفت. در ماه اوت سال ۲۰۱۶، رسانه‌های فرانسوی گزارش دادند که شرکت‌های فرانسوی اخیراً نامه‌هایی را از یوآنی دریافت کرده‌اند که به تحریم در صورتی که به دنبال کسب و کار در ایران ادامه دهند، تهدید شده‌اند.

## جلسه ۱۹ سپتامبر ۲۰۱۷
روز سه شنبه ۱۹ سپتامبر ۲۰۱۷ همرمان با آغاز نشست عمومی سازمان ملل جلسه سازمان یوآنی با شرکت گروهی از سیاستمداران کنونی و پیشین آمریکا و سایر کشورها در نیویورک برگزار شد. هدف از برگزاری اجلاس سازمان اتحاد علیه ایران اتمی بررسی ابعاد سیاسی و اقتصادی برجام برای ایران و جامعه جهانی به ویژه آمریکا بود. در این جلسه رئیس و برخی از اعضای این سازمان و شخصیت‌های سیاسی در این باره اظهار نظر کردند:
- جوزف لیبرمن رئیس سازمان یوآنی: «رژیم ایران یک تهدید جدی برای صلح جهانی است و بعد از برجام نیز این تهدید نه تنها کم نشده بلکه افزایش یافته‌است. این سازمان از همه شرکت‌ها می‌خواهد که وارد سرمایه‌گذاری با ایران نشوند.»
- مارک والاس دبیر اجرای یوآنی: «این نهاد ده سال پیش برای جلوگیری از دستیابی ایران به بمب اتمی پایه‌ریزی شد و بعد از توافقنامه اتمی نیز وظیفه اش رساندن نقض‌های ایران به اطلاع جهان می‌باشد.»
- دنیس راس دستیار سابق اوباما: «ایران در دشمنی علیه آمریکا کوتاهی نمی‌کند و هدف ایران در سیطره بر عراق و سوریه، دستیابی به آبهای مدیترانه است، آمریکا بایستی از رشد ایران در عراق بعد از خروج آمریکا درس بگیرد.»
- ژنرال دیوید پترائوس رئیس سابق سیا: «در حضورم در خاورمیانه به ۵ تجربه رسیده‌ام، ایران خلاء قدرت در کشورهای شیعه نشین را پر خواهد کرد، کارهای ایران علیه آمریکاست، آمریکا باید در مقابل افراط گری ایران بایستد، آمریکا باید به صورت نظامی و سیاسی به این مقابله بپردازد، هر گونه اقدامی علیه افراط گرایی ایران باید حساب شده باشد.»
- مارک کرک سناتور سابق ایلینوی و از مشاوران ارشد یوآنی: «به نظر من باید دولت پرزیدنت ترامپ از دولت بریتانیا بخواهد که به شرکت بیمه دریایی لویدز بگوید که از بیمه کردن تانکرهای نفتی حامل بنزین خریداری شده توسط ایران خودداری کند.این مساله منجر به اعمال سنگین‌ترین تحریم علیه اقتصاد ایران می‌شود.»
- ترکی الفیصل از عربستان: «ایران، تمایلش برای سلطه بر منطقه را مخفی نکرده‌است و آمریکا بایستی سفارتش در کشورهای خاورمیانه را فعالتر کرده و مانع نفوذ ایران شود.»
- بیل ریچاردسون سفیر سابق آمریکا در سازمان ملل: «باید فشار بیشتری بر ایران به دلیل فعالیت‌های تروریستی اش در یمن و سوریه وارد کرد. توافق اتمی نقایصی دارد که بایستی برطرف شود.»
- جب بوش نامزد جمهوری خواهان در انتخابات: «ایران در عراق بیشتر از همه آمریکایی‌ها را کشته‌است، ایران خطرناک است و از حزب‌الله حمایت مالی می‌کند.»
- جان بولتون سفیر سابق آمریکا در سازمان ملل: «ایران و کره شمالی ۲۵ سال سابقه همکاری موشکی دارند و دلیل رسیدن ایران و کره شمالی به این نقطه مذاکرات طولانی است که آن‌ها از آن استقبال می‌کنند.»[۱۰]

## واکنش ایران
- علیرضا میر یوسفی، سخنگوی دائمی ایران در سازمان ملل متحد گفت که دولت ایران فعالیت‌های یوآنی را "غیرقانونی و بر خلاف سیاست اعلام شده توسط دولت جدید در اوایل سال ۲۰۰۹ که به برقراری ارتباط دیپلماتیک با ایران منجر شد، می‌داند. ـ
- محمد جواد ظریف، وزیر امور خارجه ایران در یک مصاحبه با هفته نامه فارسی‌زبان آسمان در ماه اوت ۲۰۱۳ گفت: "بزرگترین لابی فعال علیه ایران"سازمان اتحاد علیه ایران هسته ای" است.